# Luis Rodríguez de Viguri
Luis Rodríguez de Viguri (Santiago de Compostel·la, 16 d'octubre de 1881 - Madrid, 12 de desembre de 1945) fou un advocat, diplomàtic i polític espanyol, va ser ministre de Foment durant el regnat d'Alfons XIII i ministre d'Economia Nacional durant la dictadura de Primo de Rivera.

## Biografia
Advocat del cos jurídic militar, inicia la seva carrera política en el si del Partit Conservador obtenint un escó de diputat en el Congrés per Lugo a les eleccions de 1918, 1919, 1920 i 1923. Va ser subsecretari del Ministeri d'Abastiments (1919) i subsecretari de la Presidència (1921), ministre de Foment entre el 4 i el 7 de desembre de 1922 en un govern que va presidir Sánchez Guerra. També va ser ministre d'Economia Nacional entre el 20 d'agost de 1930 i el 18 de febrer de 1931 en un gabinet presidit per Dámaso Berenguer y Fusté
Durant la Segona República Espanyola es va arrenglerar amb els agraristes, i obtindrà un escó per Lugo a les eleccions de 1933 com a dretà independent i a les de 1936 pel Partit Agrari. De 1934 a 1936 també fou president de la Reial Societat Geogràfica d'Espanya.